# Paullina
Paullina é uma cidade localizada no estado americano de Iowa, no Condado de O'Brien.

## Demografia
Segundo o censo americano de 2000, a sua população era de 1124 habitantes.
Em 2006, foi estimada uma população de 1027, um decréscimo de 97 (-8.6%).

## Geografia
De acordo com o United States Census Bureau tem uma área de
1,4 km², dos quais 1,4 km² cobertos por terra e 0,0 km² cobertos por água. Paullina localiza-se a aproximadamente 430 m acima do nível do mar.

## Localidades na vizinhança
O diagrama seguinte representa as localidades num raio de 16 km ao redor de Paullina.